# Prestongrange House

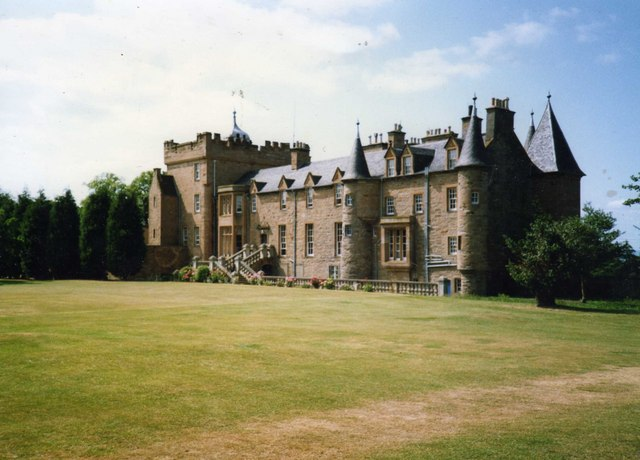
Prestongrange House

Prestongrange House ist ein Herrenhaus in der schottischen Stadt Prestonpans in der Council Area East Lothian. 1979 wurde das Bauwerk in die schottischen Denkmallisten in der höchsten Kategorie A aufgenommen. Des Weiteren bildet es zusammen mit verschiedenen Außengebäuden ein Denkmalensemble der Kategorie B. Heute beherbergt Prestongrange House das Clubhaus des Royal Musselburgh Golf Club.

## Geschichte
Die Geschichte der Ländereien lässt sich bis in das 12. Jahrhundert zurückverfolgen. Im Jahre 1184 verpachtete Robert de Quincy sie an die Abtei Newbattle, in deren Besitz sie später de facto übergingen. Im Zuge der schottischen Reformation Mitte des 16. Jahrhunderts, gelang es dem Abt Mark Ker das Anwesen seinem Familienbesitz einzuverleiben. Die ältesten Teile von Prestongrange House entstanden in der zweiten Hälfte dieses Jahrhunderts. Spätestens 1581 schien zumindest ein bewohnbares Haus bestanden zu haben. Im Laufe der Jahrhunderte wechselte das Anwesen mehrfach den Eigentümer und gehörte zu den Besitzungen der Familien Morison, Grant und Grant-Suttie. Seit 1924 ist Prestongrange House an den Royal Musselburgh Golf Club verpachtet.

## Beschreibung
Prestongrange House liegt inmitten eines weitläufigen Anwesens am Westrand von Prestonpans. Wenige hundert Meter nördlich, unweit des Südufers des Firth of Forth, befindet sich das ehemalige Kohlebergwerk Prestongrange Colliery. Obschon das Herrenhaus auf das 16. Jahrhundert zurückgeht, wurde es mehrfach substanziell erweitert. Für das heutige Aussehen zeichnet im Wesentlichen der schottische Architekt William Henry Playfair verantwortlich, der das Gebäude in der ersten Hälfte des 19. Jahrhunderts überarbeitete. Das Mauerwerk des komplexen, zwei- bis dreistöckigen Bauwerks besteht aus gelbem Sandstein. Markant erscheinen die verschiedenen Türme, die an den Gebäudekanten oder entlang der Fassaden halbrund oder polygonal hervortreten. Um 1850 entstand der wuchtige Turm am westlichen Abschluss. Dieser ist dreistöckig und mit umlaufender Zinnenbewehrung gestaltet.